# Bantry
Die Landstadt Bantry (irisch Beanntraí) liegt im Südwesten Irlands im County Cork an der Bantry Bay. Sie hat 2929 Einwohner (Stand 2022).
Die Stadt ist ein wichtiges Wirtschaftszentrum für die Region. Neben dem Tourismus ist die Fischerei das zweite Standbein. Insbesondere Miesmuscheln spielen eine wichtige Rolle. Jedes Jahr im Mai findet ein Muschelfest statt.

## Geschichte
Der Mittelpunkt von Bantry ist der Wolfe Tone Square. Er erinnert an Theobald Wolfe Tone (1763–1798), der als Angehöriger einer französischen Invasionsflotte, im Dezember 1796 versuchte in der Bantry Bay zu landen, um die britische Herrschaft in Irland zu beenden. Es gelang aber nur rund einem Drittel der ursprünglichen Flotte, bis zur Bucht zu gelangen. Dort verhinderten widrige Witterungsverhältnisse eine Landung der Truppen, so dass das Unternehmen ein Fehlschlag war. Eine im Sturm gesunkene Fregatte liegt bis heute auf dem Grund der Bucht.

## Sehenswürdigkeiten

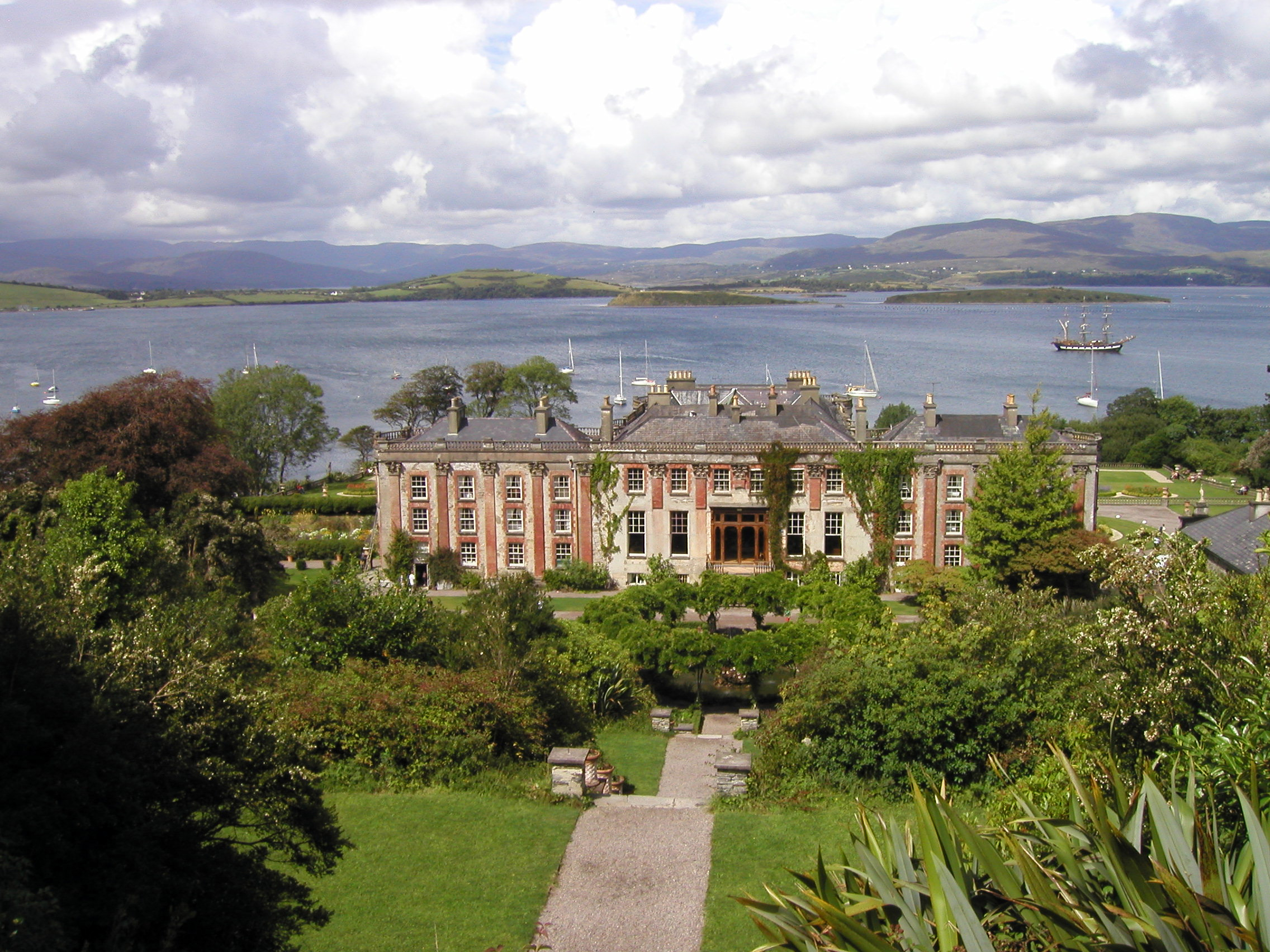
Bantry House

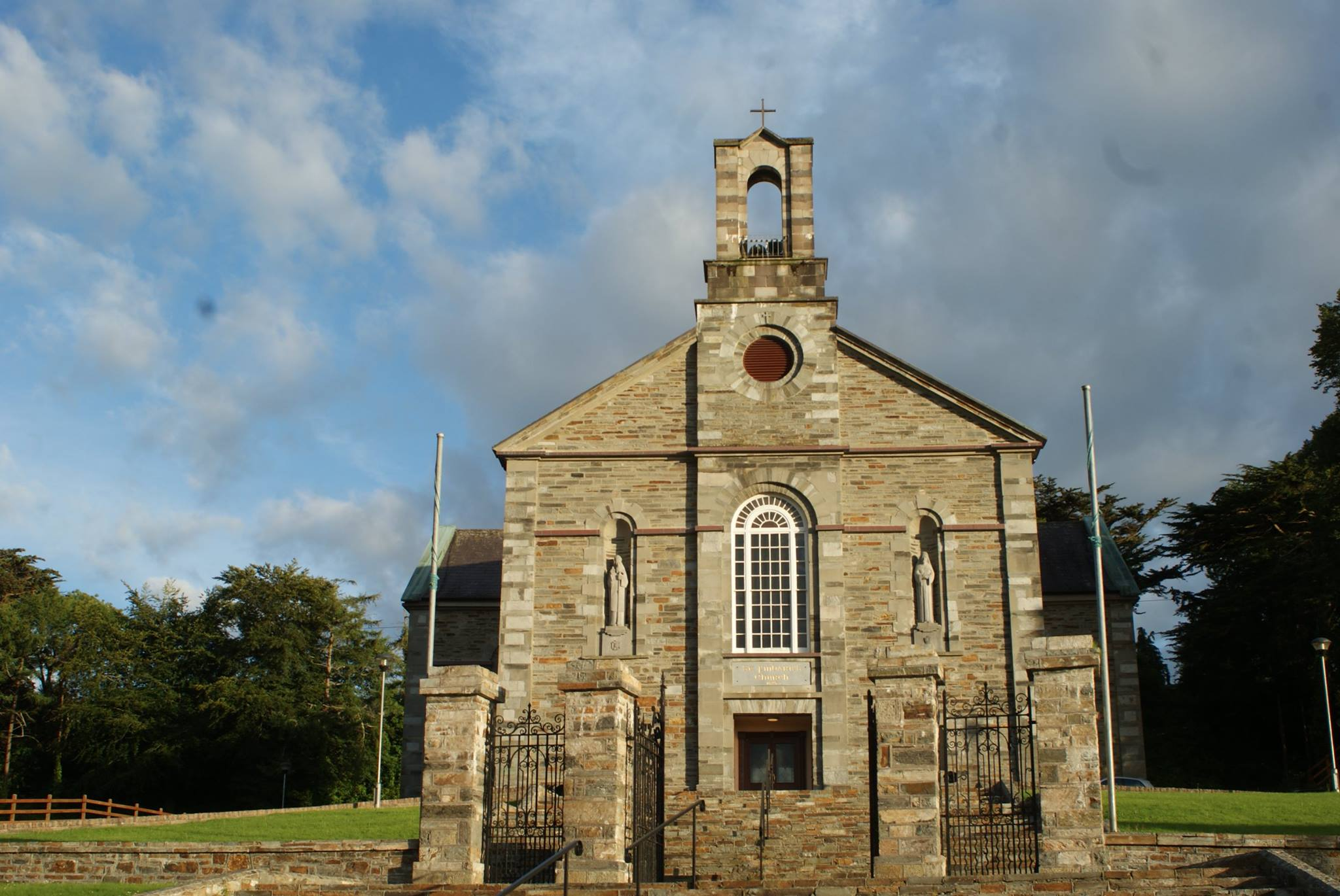
St. Finbarr's Church

Die Hauptsehenswürdigkeit ist Bantry House. Das klassizistische Gebäude gehört seit 1750 der Familie White, den früheren Earls of Bantry und ist seit 1946 der Öffentlichkeit zugänglich. In den ehemaligen Stallanlagen befindet sich eine Ausstellung über das gescheiterte französische Landungsunternehmen.
Der Steinpfeiler von Kilnaruane (auch St Brendan's Stone genannt) befindet sich in einer frühkirchlichen Einfriedung im Townland Kilnaruane, südwestlich von Bantry.

## Schiffsexplosion
Auf der vorgelagerten Whiddy Island befinden sich die Reste eines großen Ölterminals der Firma Gulf Oil. Am 8. Januar 1979 explodierte dort der Tanker Betelgeuse. Bei dem Unglück kamen 50 Menschen ums Leben. Der Ölhafen wurde anschließend geschlossen und etwa 250 Beschäftigte verloren ihren Arbeitsplatz. Obwohl die Lagertanks unbeschädigt blieben, waren die Auswirkungen auf die Umwelt beträchtlich. Heute sind die Tanks als Ölzwischenlager wieder in Betrieb (Stand 2007). Zurzeit arbeiten zwischen 20 und 100 Menschen auf Whiddy Island.

## Partnerschaften
Mit der US-amerikanischen Stadt La Crosse (Wisconsin) und der französischen Gemeinde Pont-l’Abbé in der Bretagne bestehen Partnerschaften.